# Ruscus aculeatus
Fragon petit-houx, Fragon faux-houx
Espèce
Classification phylogénétique
Statut de conservation UICN

 LC  : Préoccupation mineure
Le Fragon petit-houx ou Fragon faux-houx (Ruscus aculeatus) est un sous-arbrisseau sempervirent dioïque de la famille des Asparagaceae (ou des Liliaceae, selon la classification classique) poussant dans l'aire méditerranéenne-atlantique.

## Dénominations et étymologie
En français, Ruscus aculeatus se fait appeler fragon piquant, petit-houx, faux-houx, myrte épineux, épine de rat, buis piquant, housson, fragonnette, gringon, vergandier, ou encore houx-frelon ou frelonette (Charente).
Le terme latin ruscus provient du celtique beus qui désigne le buis et kelen signifiant qualifiant le houx.
En breton ses noms attribués peuvent être bug ou buk, gwegelen ou gougelen, gwegelennou, gwegelenned - termes étymologiquement composés soit du préfixe gw- et de kelen soit de gwez « sauvage » et kelen, « houx » - ou bugelen ou bugelenn. 
En gallo, il est appelé hagun ou hayen selon les prononciations.
En anglais, Ruscus aculeatus se fait appeler communément butcher’s broom « balai du boucher ». Ce nom tire son origine des bouchers européens utilisant un groupe lié de tiges pour nettoyer leurs planches à découper. Ce balai, en raison de sa rigidité, est associé à la propriété anti-bactérienne dû à la présence d'huile essentielle, propriété anti-bactérienne découverte a posteriori.

## Description et confusions possibles
Sous-arbrisseau dioïque, sempervirent, dressé, très ramifié et rhizomateux, inférieur à 1 mètre de haut.
Les tiges cannelées portent des cladodes alternes, ovales, vrillés à la base (la face supérieure vers le bas), terminés par une épine, qui correspond à une feuille réduite n'assurant plus ses fonctions chlorophylliennes.
Fleurs verdâtres, de septembre à avril, solitaires ou par deux, à la face supérieure du cladode, à six tépales (trois grands et trois petits).
Les fruits sont des baies rouges. Les graines sont disséminées par endozoochorie.
Confusions possibles avec le Sarcocoque à feuilles de Ruscus (Sarcococca ruscifolia), dont la floraison parfumée a lieu aussi en hiver, et le Fragon à grappes (Danae racemosa), dont les baies sont orangé et en grappes.

## Habitat et distribution
Bois clairs, haies, friches sur sols plutôt calcaires.
Ouest, sud et centre de l'Europe.

## Statuts de protection, menaces
L'espèce n'est pas évaluée à l'échelle mondiale par l'UICN. En Europe et en France elle est classée comme non préoccupante .
L'espèce est considérée en danger-critique (CR) en Lorraine et vulnérable (VU) en Nord-Pas-de-Calais.

## Écologie
Nectriella rusci, un champignon de l’embranchement des Ascomycètes, décompose les cladodes morts.

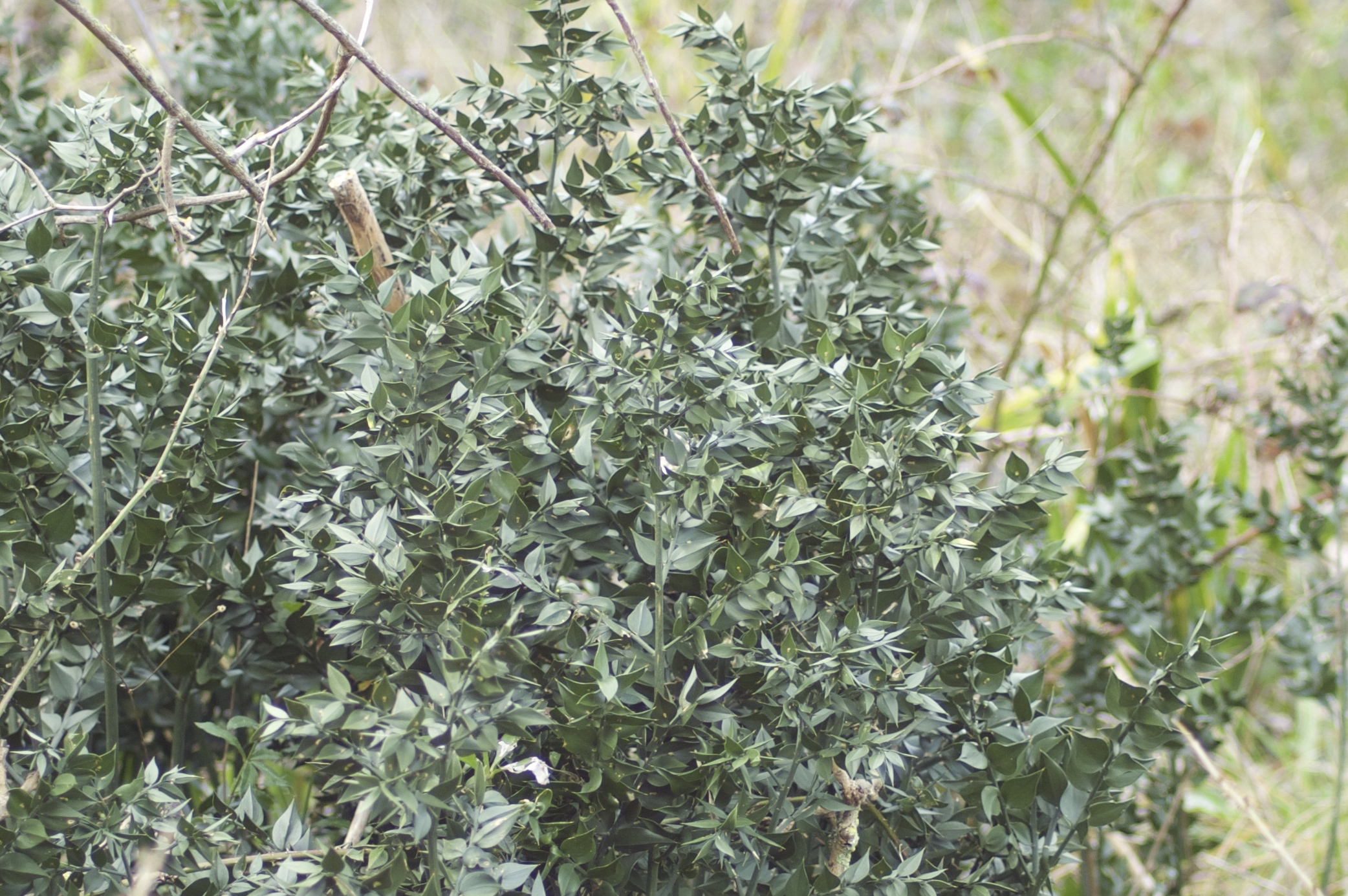
Ruscus aculeatus
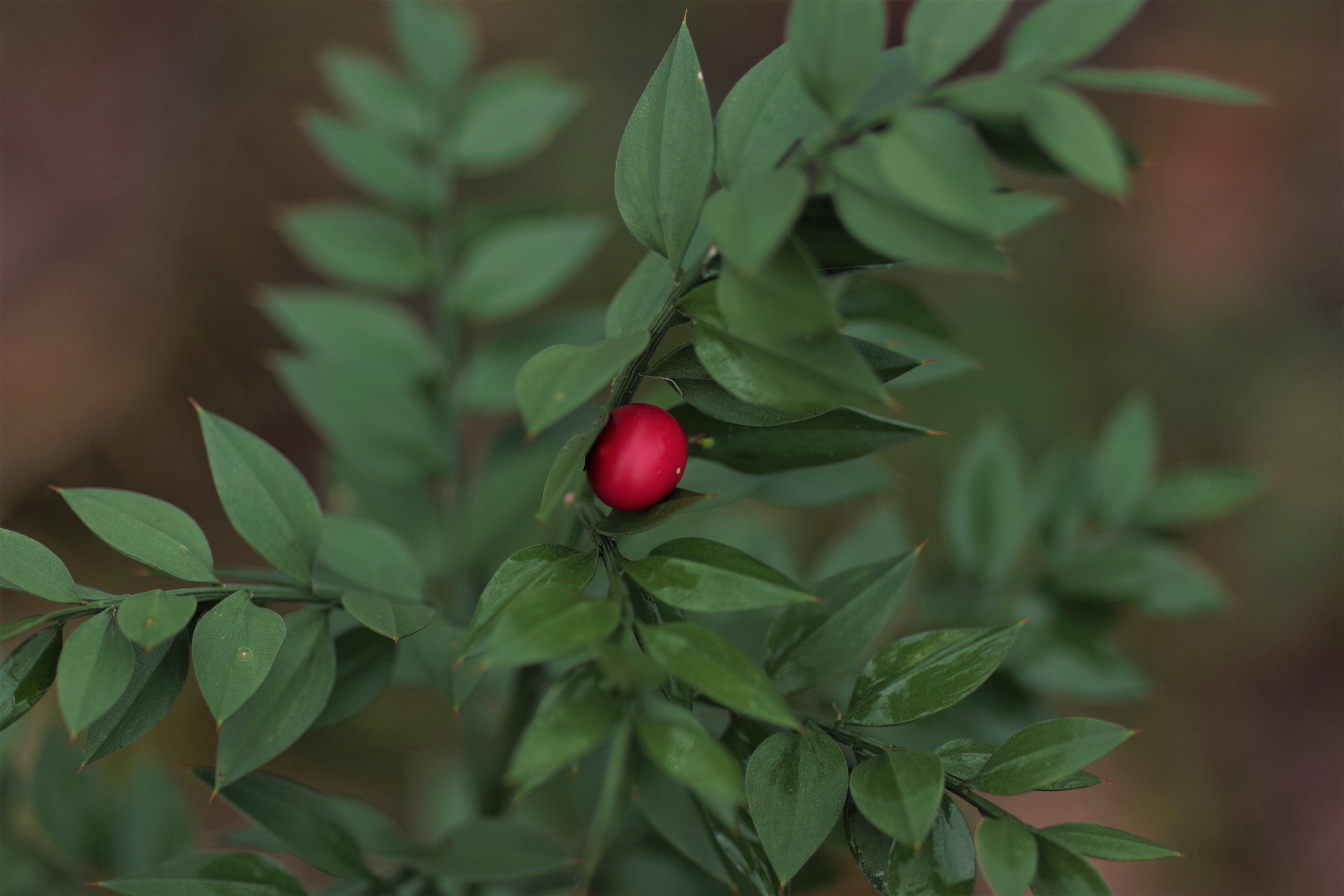
Ruscus aculeatus portant un fruit
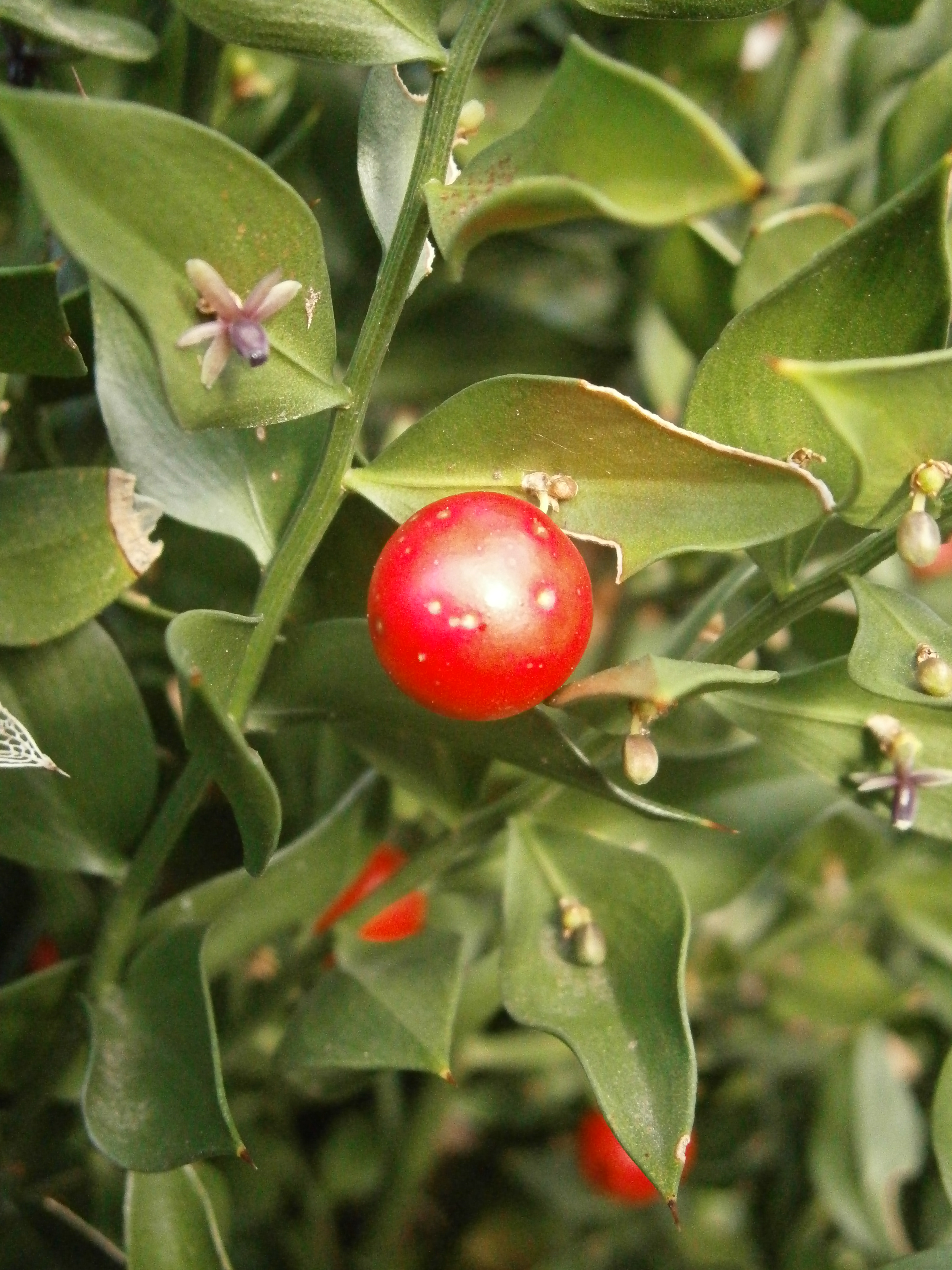
Ruscus aculeatus avec fleurs et fruits
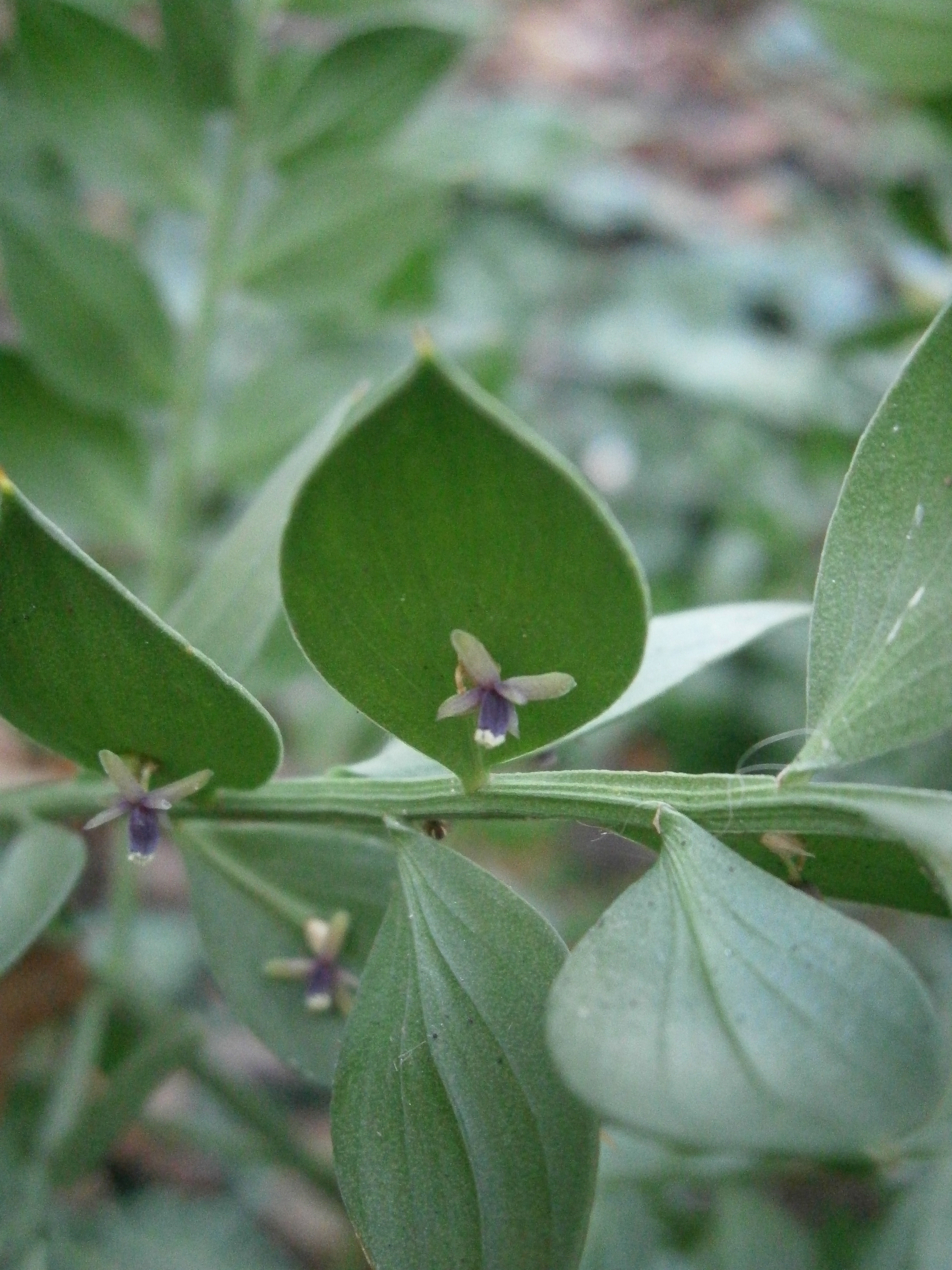
Cladodes portant des fleurs.
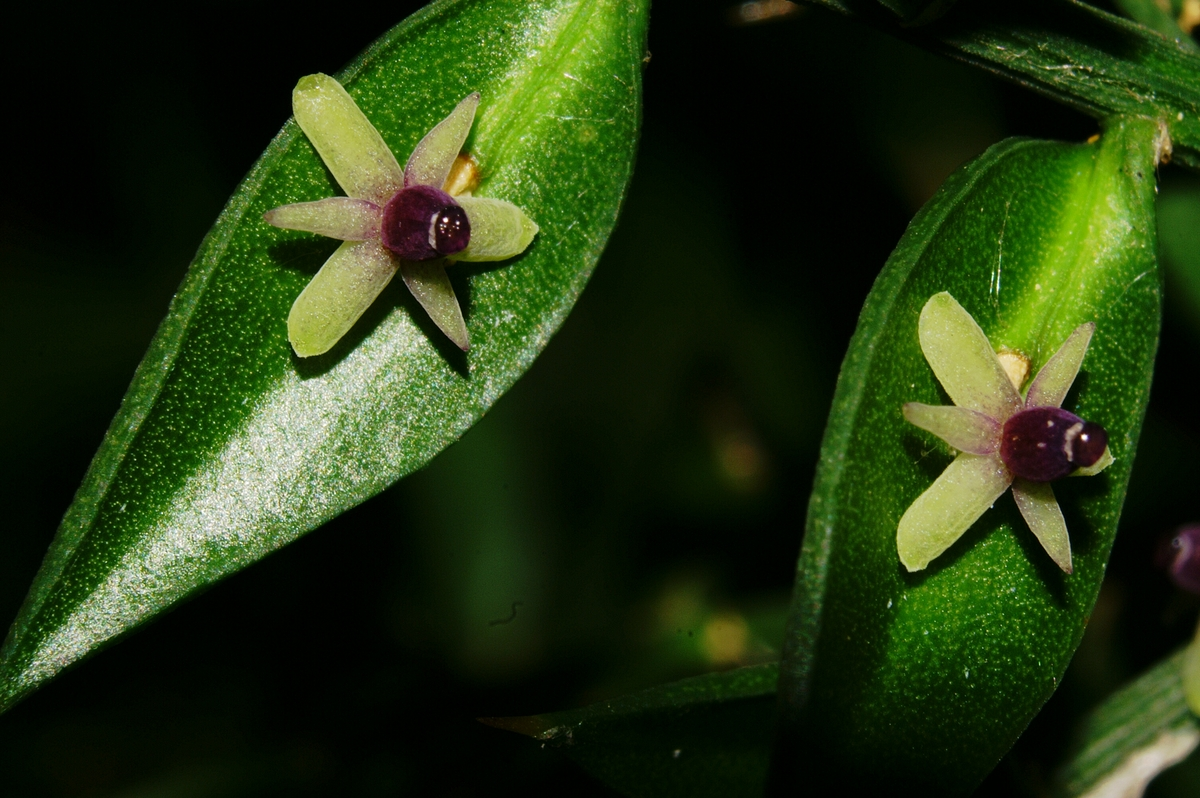
Détails des fleurs

## Utilisation

### Officine et toxicité
Au Ier siècle, Dioscoride l'a utilisé contre les calculs de la vessie et les douleurs menstruelles. Au Moyen Âge, on apprécie ses pouvoirs diurétiques. Il entre même dans la composition du célèbre sirop apéritif des cinq racines. La plante tombe pourtant dans l'oubli au début du XXe siècle, avant que des travaux scientifiques ne mettent en évidence de remarquables propriétés sur le système veineux et déclenchent un regain d'intérêt en recherche médicale.
Anti-inflammatoire et antiexsudatif, son emploi est recommandé lorsqu'il existe un processus inflammatoire des veines. Le rhizome a, comme les baies en macération, des vertus circulatoires (veinotonique), grâce aux principes actifs qui favorisent la contraction des fibres musculaires contenues dans la paroi des veines ce qui induit une vasoconstriction, d'où le surnom de « plante des jambes légères ».
La racine est émolliente. Elle contient un glycoside stéroïdien, la ruscogénine, utilisé dans des pommades pour les hémorroïdes (Ruscorectal) ou les poches sous les yeux (en association avec la quercétine). Elle est souvent récoltée par des nomades[réf. nécessaire].
Le Fragon petit-houx renferme un saponoside et du nitrate de potassium, il est peu toxique et a des propriétés apéritives et fébrifuges.

### Comestible
Les jeunes pousses sont comestibles, crues ou cuites, comme des asperges sauvages, en revanche les baies sont toxiques.

### Symbolique
Il est utilisé localement lors de la fête des Rameaux comme substitut aux branches de buis.
Le fragon est associé aux fêtes et traditions de Noël, proches du solstice d'hiver, dans le Sud-Est comme dans le Sud-Ouest de la France et en Île-de-France, sans doute car comme le houx, il est toujours vert même en hiver, et de plus tous deux portent des fruits rouges en hiver.
Dans le calendrier républicain, le Fragon était le nom attribué au 3e jour du mois de pluviôse, en général le 22 janvier grégorien.

### Pratique
En Ille-et-Vilaine, il était connu pour des utilisations pratiques. Ainsi il a été vu à la vente aux marchés des Lices durant la dernière guerre, vendu roulé en boule et servant ainsi à récurer le matériel de cuisine allant au feu de cheminée, les pointes des cladodes servant de grattoir.
Un ancien couvreur se rappelle s'en être servi de hérisson pour ramoner : il s'agit alors de lier tête-bêche de nombreuses tiges par le milieu pour fabriquer ce « hérisson ».
En Gironde, il était aussi connu pour des utilisations pratiques. Appelé « gringon » en gascon bordelais, il servait à la fabrication de balais rustiques, il est à l'origine du terme populaire « gringonner », synonyme de « balayer ».